# Provinciale weg 740
De Provinciale weg 740 (N740) is een provinciale weg in de provincies Overijssel en Gelderland van Delden via Hengevelde naar Markvelde. Bij Delden sluit de weg aan op de N346 en N741, bij Hengevelde op de N347 om in Markvelde te eindigen bij de N824.
De weg is uitgevoerd als tweestrooks-gebiedsontsluitingsweg. Binnen de bebouwde kom van Delden, Bentelo en Hengevelde geldt een maximumsnelheid van 50 km/h. Buiten de bebouwde kom is een maximumsnelheid van 80 km/h van kracht. In de gemeente Hof van Twente heet de weg achtereenvolgens Europalaan, Bentelosestraat, Needsestraat en Deldensestraat, in de gemeente Berkelland heet de weg Deldenseweg.

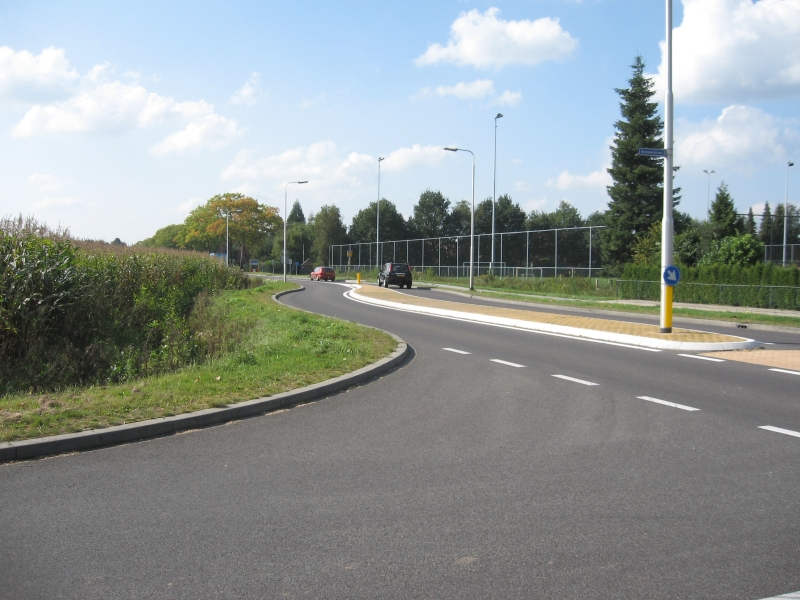
De N740 ter hoogte van Hengevelde.

N23 · N34 · N224 · N225 · N229 · N233 · N271 · N301 · N302 · N303 · N304 · N305 · N306 · N307 · N308 · N309 · N310 · N311 · N312 · N313 · N314 · N315 · N316 · N317 · N318 · N319 · N320 · N322 · N323 · N324 · N325/A325 · N326/A326 · N327 · N329 · N330 · N331 · N332 · N333 · N334 · N335 · N336 · N337 · N338 · N339 · N340 · N341 · N342 · N343 · N344 · N345 · N346 · N347 · N348/A348 · N349 · N350 · N351 · N352 · N375 · N377

N418 · N701 · N702 · N703 · N704 · N705 · N706 · N707 · N708 · N709 · N710 · N711 · N712 · N713 · N714 · N715 · N716 · N717 · N718 · N719 · N720 · N727 · N731 · N732 · N733 · N734 · N735 · N736 · N737 · N738 · N739 · N740 · N741 · N742 · N743 · N744 · N745 · N746 · N747 · N748 · N749 · N750 · N751 · N752 · N753 · N754 · N755 · N756 · N757 · N758 · N759 · N760 · N761 · N762 · N763 · N764 · N765 · N766 · N768 · N781 · N782 · N783 · N784 · N785 · N786 · N787 · N788 · N789 · N790 · N791 · N792 · N793 · N794 · N795 · N796 · N797 · N798 · N800 · N801 · N802 · N803 · N804 · N805 · N806 · N810 · N811 · N812 · N813 · N814 · N815 · N816 · N817 · N818 · N819 · N820 · N821 · N822 · N823 · N824 · N825 · N826 · N827 · N830 · N831 · N832 · N833 · N834 · N835 · N836 · N837 · N838 · N839 · N840 · N841 · N842 · N843 · N844 · N845 · N846 · N847 · N848 · N852 · N855

Cursief vermelde wegen zijn voormalige provinciale wegen.